# 細川興文
細川 興文（ほそかわ おきのり）は、肥後国宇土藩の第5代藩主。

## 生涯
第3代藩主・細川興生の三男。母は竹間氏（妙禅院）。官位は従五位下、中務少輔。幼名は哲之助。初名は興周（おきちか）。
延享2年（1745年）、嗣子の無かった兄・興里の養嗣子となり、同年の興里の死去により家督を継いだ。この頃、宇土藩でも財政窮乏化が進んでいたが、興文は本家の熊本藩主細川重賢と協力して藩政改革に取り組んだ。興文は櫨などの栽培を奨励し、儒学者の江口恵次郎を招聘して藩校・温知館を創設する。さらに茶道においても小堀長順を招聘して学ぶなど、殖産興業政策や教育制度の確立に尽力した。明和9年（1772年）正月25日、病により家督を三男の立礼に譲って隠居し、月翁と号した。天明5年（1785年）7月5日、63歳で死去した。
文化人としても優れており、隠居した翌年には蕉夢庵を建築し、茶道書である『平置諸品集』や歌集である『桂源遺稿』『自家便覧』など多くの著作を残している。

## 系譜
父母
- 細川興生（実父）
- 妙禅院 - 竹間氏、側室（実母）
- 細川興里（養父）

正室
- 八条隆英の娘

側室
- 雨森氏
- 長照院 (薗氏)

子女
- 長男：細川興武　熊之進。生母は八条隆英の娘
- 長女：　生母は八条隆英の娘
- 二女：謡台院　生母は長照院。細川治年正室
- 二男：細川松三郎　生母は雨森氏
- 三女：　生母は雨森氏
- 三男：細川斉茲　生母は長照院
- 四男：細川孝応　雅楽助。生母は長照院
- 五男：石川総彬　生母は長照院
- 四女：　生母は長照院。 丹羽氏福正室
- 六男：細川興章　左膳、冬菊。生母は長照院
- 五女：　生母は長照院。 難波宗享正室